# Копылова, Нина Васильевна
Нина Васильевна Копылова, урождённая — Андреенко (род. 30 января 1933 года, Воронеж) — передовик производства, мастер завода «Электросигнал». Герой Социалистического Труда (1971).
Родилась в рабочей семье в Воронеже. В 1953 году окончила факультете радиоприборостроения Воронежского радиотехникума. С 1953 года по 1955 год работала контролёром. В 1956 году была назначена мастером завода «Электросигнал» в Воронеже. Проработала на этом предприятии до выхода на пенсию в 1988 году. В 1971 году была удостоена звания Героя Социалистического Труда за участие в создании нового телевизора «Рекорд-В301».

## Награды
- Герой Социалистического Труда — указом Президиума Верховного Совета СССР от 26 апреля 1971 года
- Орден Ленина (1971)